# Jean-Charles Tacchella
Jean-Charles Tacchella   (Cherbourg, 23 de setembre de 1925 - Versalles, 29 d'agost de 2024) va ser un guionista i director de cinema francès.

## Biografia
Tacchella estudia a Marsella on, molt jove, s'apassiona pel cinema. A l'Alliberament, marxa a París i als 19 anys, entra a la revista L'Écran français. Els principals directors hi col·laboren llavors: Jean Renoir, Jacques Becker, Jean Grémillon, entre d'altres. Coneix André Bazin, set anys més gran, de Nino Frank, Roger Leenhardt, Roger Therond, Alexandre Astruc.
És amic d'Erich von Stroheim, d'Anna Magnani, de Vittorio De Sica i crea amb Henri Colpi un mensual Cine Digest .
El 1948, Tacchella funda amb André Bazin, Jacques Doniol-Valcroze, Alexandre Astruc, Claude Mauriac, René Clement i Pierre Kast, un cineclub d'avantguardes «Objectiu 49», el president del qual és Jean Cocteau. Aquest ciné club, que havia de ser el bressol de la Nouvelle Vague, organitza el Festival de cinema MaudiP, a Biarritz el 1949 - el primer festival de la pel·lícula d'autor. Aquell any, Tacchella és contractat com a gagman pel productor Pierre Braunberger. Comença a treballar anònimament per a guions, sobretot Demain, il sera trop tard de Léonide Moguy amb Vittorio De Sica. Col·labora igualment a la televisió llavors naixent, imaginant la primera emissió en la qual participa el públic. Després abandona el periodisme.
Casat el 1950 amb Liliane Maigné (1928-2004), actriu amb qui tindrà dos fills: Xavier Tacchella (1951-2013), autor i Bertrand Tacchella (1954), pintor. Divorciats el 1957.
Yves Ciampi el crida per escriure pel·lícules: Les héros sont fatigués, Typhon à Nagasaki entre d'altres. De 1955 a 1962, signa una vintena de guions, entre els quals: La Loi, c'est la loi de Christian-Jaque, Voulez-vous danser avec moi ?  de Michel Boisrond, Le Voleur de Tibidabo de Maurice Ronet, La Longue Marche d'Alexandre Astruc, entre d'altres. Amb Gérard Oury, escriu diversos guions, sobretot Le Crims ne paie pas i la primera versió de La Grande Vadrouille. La seva pel·lícula preferida d'aquest període és Les Honneurs de la guerre de Jean Dewever.

### Incursió en la direcció
Al començament dels anys 1960, Tacchella interromp la seva carrera de guionista i prepara projectes de pel·lícules que vol dirigir ell mateix. Alguns d'aquests projectes fracassen i no és fins al 1969 que roda la seva primera pel·lícula com a director Les Derniers Hiverns pel·lícula de 23 minuts amb trenta actors. Al mateix temps, s'apassiona en noves experiències: fulletons a la televisió (el 1965-1966, escriu quaranta hores de televisió entre les quals el popular Vive la vie). També és autor de teatre (tres de les seves peces són interpretades al Teatre Mouffetard). Però Les Derniers Hiverns imposa Tacchella com a realitzador.
Dos anys més tard, roda el seu primer llargmetratge, Voyage en Grande Tartarie, una obra bastant fosca on destaca Jean-Luc Bideau i l'actriu quebequesa Micheline Lanctôt.
Tacchella canvia de registre amb la seva segona pel·lícula Cosí, cosina, una comèdia agredolça en la qual es troba Victor Lanoux, Marie-Christine Barrault i Marie-France Pisier. La pel·lícula és no només un dels grans èxits de l'any a França, sinó que conquereix igualment el gran públic americà. Ho testimonia el fet, poc trivial per a una pel·lícula francesa, que Cosí, cosina és nominada tres vegades en els Oscars (millor pel·lícula estrangers, guió i actriu per a Marie-Christine Barrault) i serà objecte d'un remake per Joel Schumacher el 1989. Caldrà esperar Le Fabuleux Destin d'Amélie Poulain vint-i-cinc anys més tard per veure batre records a una pel·lícula francesa.
Les pel·lícules següents de Tacchella se situen en un esperit anàleg a Cosí, cosina,  sense obtenir necessàriament el mateix nivell de popularitat: Le Pays bleu amb Brigitte Fossey, Il y a longtemps que je t'aime amb Marie Dubois i Jean Carmet, Croque la vie amb de nou Brigitte Fossey així com Bernard Giraudeau i Carole Laure.
El 1984, els habitants de la seva Escalier C fan de la pel·lícula el testimoniatge d'una època, d'una generació i d'una manera de viure, tot inscrivint-se en la tradició del cinema francès (els habitants de l'immoble on té lloc Le Crim de Monsieur Lange). Membre del Consell d'Administració de la Filmoteca francesa des de 1981, President el 2001 i President d'honor des de 2003.

## Filmografia[3]
Guionista
- 1955: Les héros sont fatigués de Yves Ciampi
- 1957: Typhon a Nagasaki de Yves Ciampi
- 1958: La Loi, c'est la loi de Christian-Jaque
- 1959: Croquemitoufle de Claude Barma
- 1960: Les Honneurs de la guerra de Jean Dewever
- 1961: Le Crims ne paie pas de Gérard Oury
- 1964: Le Gros Coup de Jean Valère
- 1964: Le Voleur de Tibidabo de Maurice Ronet
- 1966: La Longue Marche d'Alexandre Astruc
- 1970: Les Jambes en l'air de Jean Dewever
- 1975: Cosí, cosina (Premi Louis-Delluc)
- 1981: Croque la vie
- 1984: Escalier C
- 1987: Travelling avant
- 1989: Cosins de Joel Schumacher, adaptació de Cosí, cosina
- 1990: Dames galantes
- 1992: L'Home de ma vie
- 1994: Cada dia és festa (Tous les jours dimanche)
- 2000: Les Gens qui s'aiment

Director ;
Curts
- 1970: Les Derniers Hiverns
- 1972: Une belle journée

Llargmetratges
- 1973: Voyage en Grande Tartarie
- 1975: Cosí, cosina
- 1977: Le Pays bleu
- 1979: Il y a longtemps que je t'aime
- 1981: Devora la vida (Croque la vie)
- 1985: Escalier C
- 1987: Travelling avant
- 1990: Dames galantes
- 1992: L'Homme de ma vie
- 1994: Tous les jours dimanche
- 2000: Les Gens qui s'aiment

Televisió
- 1987: L'Heure Simenon, Temporada 1, Episodi 2
- 2010: Contes et nouvelles du XIXe siècle: L'Écornifleur

## Premis i nominacions
- 1976: Conquilla de Plata al millor director per Cosí, cosina
- Nominat el 1976: Oscar al millor guió original per Cosí, cosina (amb Danièle Thompson, adaptació)
- Nominat el 1976: César al millor guió original o adaptació per Cosí, cosina
- Nominat el 1976: César a la millor pel·lícula per Cosí, cosina